# 巴格拉特六世
巴格拉特六世（约1439年—1478年）是一位喬治亞君主，1463年起統治伊梅雷蒂王国，1465年起登上喬治亞王位，至1478年。
巴格拉特是君士坦丁一世的一個孫子。1463年巴格拉特率領西喬治亞貴族起兵，在奇克霍里戰役打敗吉奧爾基八世，宣布西喬治亞（伊梅雷蒂）獨立。1465年吉奧爾基八世被薩姆茨赫的軍閥俘虜，巴格拉特趁機往東進軍自立為喬治亞國王。他在1478年去世，他的兒子亞歷山大二世短暫繼承王位，不過很快就被君士坦丁二世奪位。